# 湖南省林业局
湖南省林业局是中华人民共和国湖南省人民政府主管湖南省林业行政的直属机构。

## 主要职能
1. 研究制订湖南省林业发展和林业生态环境建设的具体方针、政策、法律、法规和发展规划、计划，经批准后组织实施并依法监督检查；指导全省林业经济体制改革。
2. 组织指导植树造林、国土绿化和各类林业基地及工程项目的建设；对国有林场、苗圃、森林公园、自然保护区和景观景点以及集体林场、林业工作站实行宏观管理。
3. 组织指导全省森林资源调查、规划、设计、动态监测及管理工作并负责调查统计，组织编制、审核森林采伐限额并监督执行，监督木材凭证采伐、运输等林政管理工作；依法负责林地、林权管理，负责征用、占用林地的初审，主管森林资源有偿使用并监督林地开发利用；组织协调山林权属纠纷调处。负责本省陆生野生动物的保护管理和珍稀、濒危物种进出口管理；制定及调整本省保护的野生动物、植物名录，经批准后执行。
4. 指导林业基本建设，发展林业产业；负责林业基本建设和技术改造项目预审和审批的有关工作；对全省林业产业实行宏观管理，协调林业产业与地方和部门之间的关系以及出现的重大问题。
5. 指导和监督林业系统财务工作，负责国家林业资金投入使用和监督本省林业资金的使用管理，配合有关部门研究制订林业经济调节政策。
6. 制订全省林业科技发展规划，组织重大科研项目技术攻关和成果的鉴定与推广应用；协调有关林业的国外智力引进工作；指导全省林业教育和专业人才培训。
7. 管理厅机关公务员及直属企事业单位的领导干部；负责全省林业行业职工队伍和劳动工资工作的行业管理与统计；组织指导林业宣传动员和林业行业精神文明建设。
8. 指导全省林业公安工作和林业公安队伍建设；指导、协调、监督查处破坏森林资源和野生动植物资源的重大案件；指导、协调全省森林防火和森林病虫害的测报防治工作。
9. 配合省有关部门做好水土保持、洞庭湖治理、农村能源发展、丘岗地综合开发、以工代赈、扶贫等涉林方面的组织指导工作。
10. 承办省人民政府和林业部交办的其他工作。

## 机构设置

### 内设机构
- 办公室
- 计划财务处
- 人事教育处
- 科学技术与国际合作处
- 资源林政处
- 政策法规处
- 造林处
- 野生动植物保护处
- 湖南省森林公安局
- 湖南省绿化委员会办公室
- 湖南省退耕还林办公室
- 湖南省木材行业管理办公室（湖南省林业厅森林资源利用发展中心）
- 湖南省世界银行贷款林业项目办公室
- 湖南省林业科技推广总站
- 湖南省林业厅宣传中心（《湖南林业》杂志社）
- 湖南省国有林场和森林公园管理局
- 湖南省森林病虫害防治检疫总站（湖南省防止外来林业有害生物入侵管理办公室）
- 湖南省高级人民法院林业审判庭
- 湖南省人民检察院林业检察处
- 机关后勤服务中心
- 老干办
- 湖南省纪委、省监察厅驻林业厅纪检组监察室
- 直属机关党委

### 直属机构
- 湖南省林木种苗质量监督检验站
- 湖南省林业调查规划设计院(湖南省农林工业勘察设计研究总院)
- 湖南省野生动物救护繁殖中心
- 湖南省森林植物园
- 湖南省林业科学院
- 湖南环境生物职业技术学院
- 湖南省林木种苗管理站